# Jurij Ipavec
Jurij Ipavec, slovenski zdravnik in kirurg, * Bela krajina, 18. stoletje, † ?.
Jurij Ipavec je bil prvi vidnejši predstavnik rodbine Ipavcev. Bil je padar (ranocelnik) v drugi polovici 18. stoletja v Gradcu v Beli krajini. Deloval je kot vojaški kirurg, v zakonu z Marijo se mu je 11. avgusta 1776 rodil sin Franc Ipavec v Gradcu, naslednik rodbine zdravnikov in glasbenikov.